# قسطجون (منجرس)
قسطجون مُنِجْرُس هي بلدية تقع في مقاطعة وشقة في أرغون في إسبانيا. بلغ عدد سكان البلدية 683 نسمة وفقًا لتعداد عام 2004 (INE).